# Arroyo de la Lana
El arroyo de la Lana, es un pequeño curso de agua uruguayo que atraviesa el departamento de Treinta y Tres perteneciente a la cuenca hidrográfica de la laguna Merín.
Nace en la cuchilla de Dionisio, desemboca en el Arroyo del Oro tras recorrer alrededor de 28 km.